# Catunaregam
Catunaregam es un género con diez especies de plantas con flores perteneciente a la familia Rubiaceae. Es originario de los trópicos de África y Asia.

## Taxonomía
El género fue descrito por Nathanael Matthaeus von Wolf y publicado en Genera Plantarum 75. 1776. La especie tipo es: Catunaregam spinosa (Thunb.) Tirveng.

## Especies aceptadas
A continuación se brinda un listado de las especies del género Catunaregam aceptadas hasta mayo de 2015, ordenadas alfabéticamente. Para cada una se indica el nombre binomial seguido del autor, abreviado según las convenciones y usos; la distribución geográfica, y el nombre común en su caso.
- Catunaregam longispina (Link) Tirveng. - India, Bangladés, Bután, Burma, Tailandia, Vietnam
- Catunaregam nilotica (Stapf) Tirveng. - Guinea, Nigeria, República Centroafricana, Camerún, Chad, Eritrea, Etiopía, Somalia, Sudán, Kenia, Tanzania, Uganda
- Catunaregam nutans (Roxb.) Tirveng. - India, Assam
- Catunaregam obovata (Hochst.) A.E.Gonç. - Mozambique, KwaZulu-Natal, Swaziland
- Catunaregam oocarpa (Ridl.) Tirveng. - Tailandia, Malaysia, Sumatra
- Catunaregam pentandra (Gürke) Bridson - Tanzania, Malawi, Mozambique, Zimbabue
- Catunaregam pygmaea Vollesen - Tanzania
- Catunaregam spinosa (Thunb.) Tirveng. - China, Taiwán, Bangladés, India, Bután, Pakistán, Sri Lanka, Camboya, Laos, Burma, Tailandia, Vietnam, Java, Malaysia - mullucasa[4]
- Catunaregam stenocarpa Bridson - Mozambique
- Catunaregam swynnertonii (S.Moore) Bridson - Mozambique, Zimbabue
- Catunaregam taylorii (S.Moore) Bridson - , Tanzania, Malawi, Zambia, Zimbabue, Swaziland, Transvaal
- Catunaregam tomentosa (Blume ex DC.) Tirveng.